# Câmara (armas de fogo)
Câmara, em armas de fogo é a cavidade na extremidade traseira do cano ou do cilindro de uma arma de retrocarga, na qual o cartucho é inserido antes de ser disparado. Espingardas e pistolas geralmente têm uma única câmara integrada em seus canos, mas os revólveres têm várias câmaras em seus cilindros e nenhuma câmara em seus canos. Assim, normalmente os rifles e pistolas ainda podem ser disparados com o carregador removido desde que um cartucho seja inserido na câmara, enquanto um revólver não pode ser disparado com o cilindro aberto.

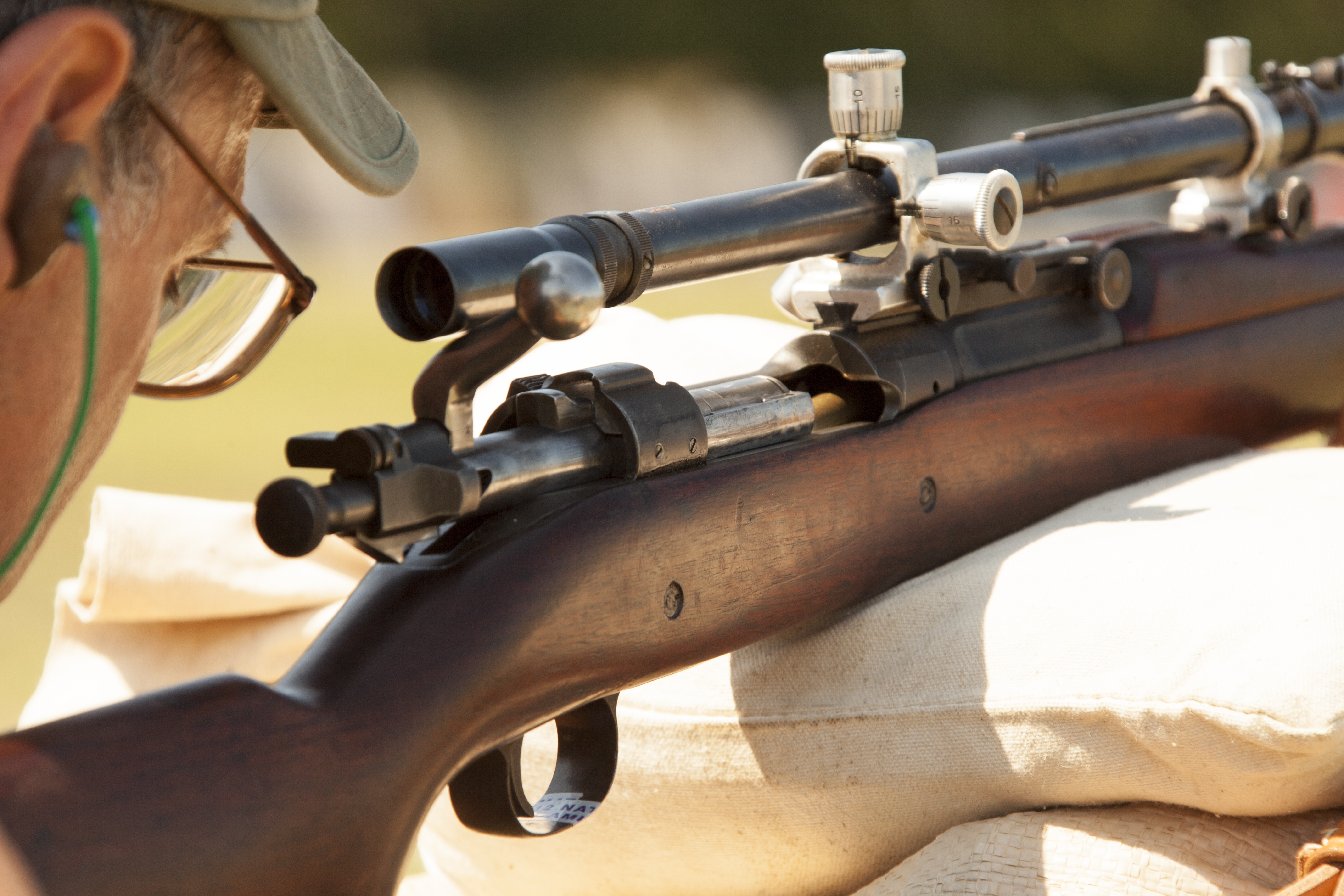
Um cartucho pode ser parcialmente visto na câmara de um rifle
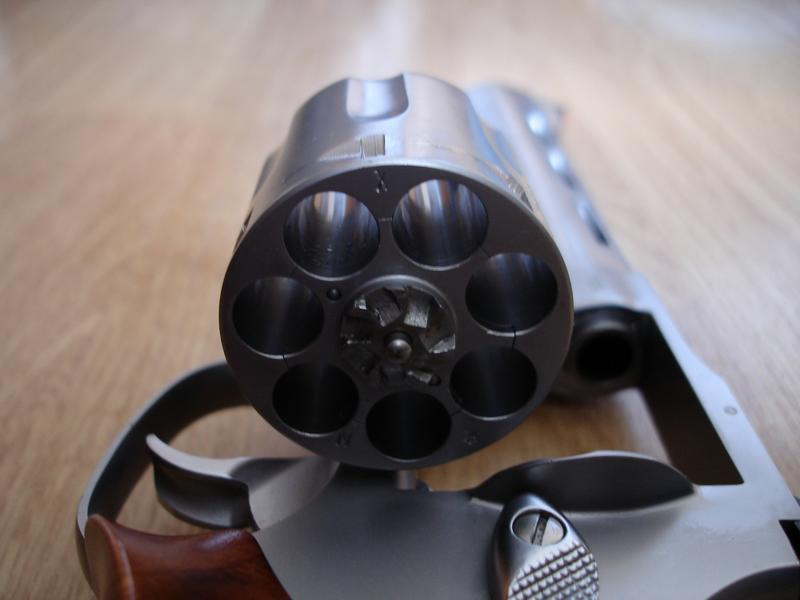
As sete câmaras de um revólver desmuniciadas